# Copiapoa krainziana
Copiapoa krainziana là một loài thực vật có hoa trong họ Cactaceae. Loài này được F.Ritter mô tả khoa học đầu tiên năm 1963.

## Hình ảnh

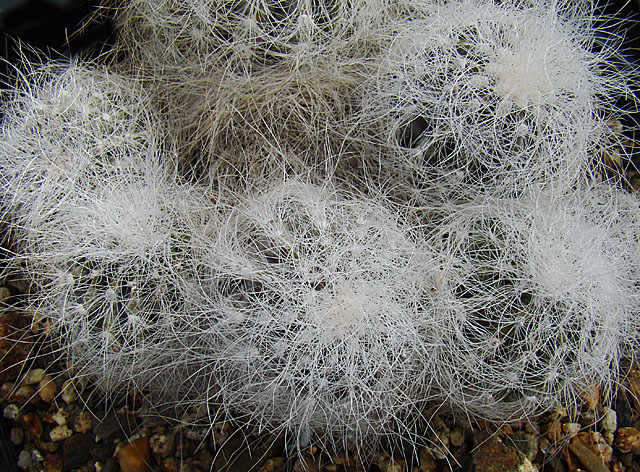